# آلیه
آلیه (به فرانسوی: Allier) سومین شهرستان فرانسه است. شهرستان آلیه در مرکز این کشور قرار دارد. این شهرستان زیرمجموعه ناحیه اوورنی می‌باشد . مساحت این شهرستان ۷٬۳۴۰ کیلومتر مربع و جمعیت آن ۳۴۳٬۱۱۴ نفر است. این شهرستان در سال ۱۷۹۰ بر پا گردید.

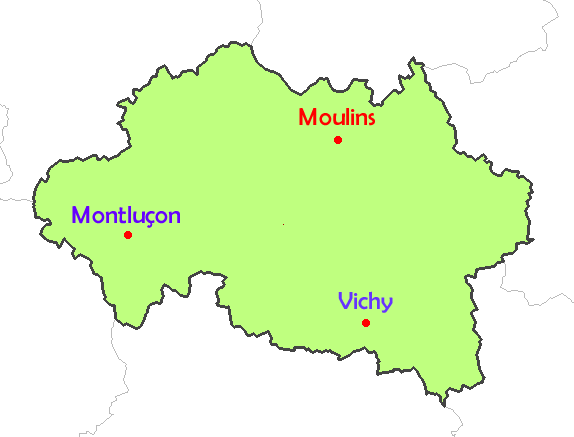